# Calycomyza turbida
Calycomyza turbida är en tvåvingeart som beskrevs av Mitsuhiro Sasakawa 1994. Calycomyza turbida ingår i släktet Calycomyza och familjen minerarflugor. Inga underarter finns listade i Catalogue of Life.